# Hồ Minh Dĩ
Hồ Minh Dĩ (sinh ngày 17 tháng 2 năm 1998) là một cầu thủ bóng đá người Việt Nam chơi ở vị trí tiền vệ cho câu lạc bộ Hải Phòng.

## Sự nghiệp quốc tế

### Bàn thắng quốc tế

#### U-19
| # | Ngày                     | Địa điểm            | Đối thủ   | Ghi bàn | Kết quả | Giải đấu                             |
| - | ------------------------ | ------------------- | --------- | ------- | ------- | ------------------------------------ |
| 1 | 29 tháng 8 năm 2015      | Viêng Chăn, Lào     | Singapore | 2-0     | 6-0     | Giải vô địch AFF U-19 2015           |
| 2 | Ngày 2 tháng 9 năm 2015  | Viêng Chăn, Lào     | Lào       | 1-0     | 4-0     | Giải vô địch AFF U-19 2015           |
| 3 | Ngày 2 tháng 10 năm 2015 | Yangon, Myanmar     | Brunei    | 1-0     | 5-0     | Vòng loại Giải vô địch AFC U-19 2016 |
| 4 | Ngày 2 tháng 10 năm 2015 | Yangon, Myanmar     | Brunei    | 5-0     | 5-0     | Vòng loại Giải vô địch AFC U-19 2016 |
| 5 | 22 tháng 9 năm 2016      | Hà Nội, Việt Nam    | Úc        | 1-4     | 2-5     | Giải vô địch AFF U-19 2016           |
| 6 | 17 tháng 10 năm 2016     | Thị trấn Isa, Qatar | UAE       | 1-0     | 1-1     | Giải vô địch AFC U-19 2016           |

## Danh hiệu
Hà Nội
- V.League 1: 2018, 2019
- Cúp Quốc gia: 2019, 2020